# Lucía Topolansky
Lucía Topolansky Saavedra (Montevideo, 25 settembre 1944) è una politica uruguaiana, vedova dell'ex presidente José Mujica, e vicepresidente dell'Uruguay sotto la presidenza di Tabaré Vázquez dal 2017 al 2020.

## Biografia
Di origini polacche da parte di padre, durante la sua infanzia ha studiato al College Sacré Cœur de las Hermanas Dominicas di Montevideo con sua sorella gemella. È stata associata per molti anni al Movimento di partecipazione popolare (MPP), legato all'ex movimento di guerriglia Tupamaros.
È sposata dal 2005 con José Mujica, presidente dell'Uruguay dal 2010 al 2015. Dal 2000 al 2005 è stata eletta alla Camera dei Rappresentanti, in seguito è diventata senatrice per Montevideo. Nel 2010 dopo l'elezione del marito alla presidenza, diventa First Lady d'Uruguay.
Il 26 novembre 2010, a causa dell'assenza del presidente Mujica e del vicepresidente Danilo Astori, è diventata presidente facente funzioni, rendendola la prima presidente donna dell'Uruguay, anche se temporaneamente. Questo breve mandato di presidenza è durato fino al 28 novembre 2010, quando il Vicepresidente Astori è tornato in Uruguay. 
Questo fatto è stato originato a causa di una clausola della Costituzione uruguaiana, che stabilisce che la presidenza passi temporaneamente al leader del più grande gruppo eletto nella Camera alta, se sia il presidente che il vicepresidente sono assenti dal territorio del Repubblica.
Il 13 settembre 2017, a seguito delle dimissioni di Raúl Sendic Rodríguez, è stata nominata Vicepresidente dell'Uruguay.